# Survivor: Вануату
Survivor: Вануату — Остров Огня — более привычное название Survivor: Вануату, является 9 сезоном американского реалити-шоу Survivor. Съемки прошли с 28 июня 2004 по 5 августа 2004 в Вануату.
Во второй раз после Survivor: Все звёзды в игре приняло 18 человек, и во второй раз после Survivor: Амазонка племена были разделены по половому признаку. В шоу приняло участие инвалид с ампутированной ногой Чет Криттенден, вместо которой стоял металлический протез.
Мужское племя получило имя Лопеви с красными банданами, женское — Ясур с желтыми банданами. На 20 день племена объединились под общим оранжевым цветом и назвались Алинта.
В итоге Крис Догерти обыграл в финале Твайлу Теннер со счетом 5-2, получив 1.000.000$ и титул Sole Survivor

## Участники
| Участник                   | Первоначальные племена | Смешанное племя | Объединённое племя | Выбыл                               | Всего голосов против |
| -------------------------- | ---------------------- | --------------- | ------------------ | ----------------------------------- | -------------------- |
| Брук Герегти 27            | Лопеви                 |                 |                    | 1-й выбывший День 3                 | 5                    |
| Долли Нили 25              | Ясур                   |                 |                    | 2-я выбывшая День 6                 | 5                    |
| Джон Палйок 31             | Лопеви                 |                 |                    | 3-й выбывший День 7                 | 5                    |
| Миа Галеоталанца 29        | Ясур                   |                 |                    | 4-я выбывшая День 7                 | 5                    |
| Брэйди Финта 33            | Лопеви                 |                 |                    | 5-й выбывший День 10                | 6                    |
| Трэвис «Бубба» Сэмпсон 33  | Лопеви                 | Ясур            |                    | 6-й выбывший День 12                | 6                    |
| Лиза Киффер 44             | Ясур                   | Ясур            |                    | 7-я выбывшая День 15                | 4                    |
| Джон Кенни 22              | Лопеви                 | Лопеви          |                    | 8-й выбывший День 18                | 5                    |
| Рори Фримэн 35             | Лопеви                 | Ясур            | Алинта             | 9-й выбывший День 21                | 14                   |
| Лиэ «Сарж» Мастерс 40      | Лопеви                 | Лопеви          | Алинта             | 10-й выбывший 1-й член жюри День 24 | 7                    |
| Джеймс «Чед» Криттенден 34 | Лопеви                 | Лопеви          | Алинта             | 11-й выбывший 2-й член жюри День 27 | 7                    |
| Лиэнн Слэйби 35            | Ясур                   | Ясур            | Алинта             | 12-я выбывшая 3-й член жюри День 30 | 8                    |
| Эми Кьюсак 31              | Ясур                   | Ясур            | Алинта             | 13-я выбывшая 4-й член жюри День 33 | 8                    |
| Джули Бэрри 23             | Ясур                   | Лопеви          | Алинта             | 14-я выбывшая 5-й член жюри День 36 | 4                    |
| Элайза Орлинс 21           | Ясур                   | Ясур            | Алинта             | 15-я выбывшая 6-й член жюри День 37 | 9                    |
| Скоут Клоуд Ли 59          | Ясур                   | Ясур            | Алинта             | 16-я выбывшая 7-й член жюри День 38 | 3                    |
| Твайла Тэннер 41           | Ясур                   | Лопеви          | Алинта             | Финалист                            | 6                    |
| Крис Догерти 33            | Лопеви                 | Лопеви          | Алинта             | Победитель                          | 3                    |